# Spheciospongia symbiotica
Spheciospongia symbiotica är en svampdjursart som beskrevs av George John Hechtel 1983. Spheciospongia symbiotica ingår i släktet Spheciospongia och familjen borrsvampar.
Artens utbredningsområde är havet utanför Brasilien. Inga underarter finns listade i Catalogue of Life.